# Formigueiro-liso-do-solimões
Formigueiro-liso-do-solimões (nome científico: Myrmoborus berlepschi) é uma espécie de ave que pertence à família dos tamnofilídeos. É considerado por alguns autores como uma subespécie de Myrmoborus lugubris.